# Lolly

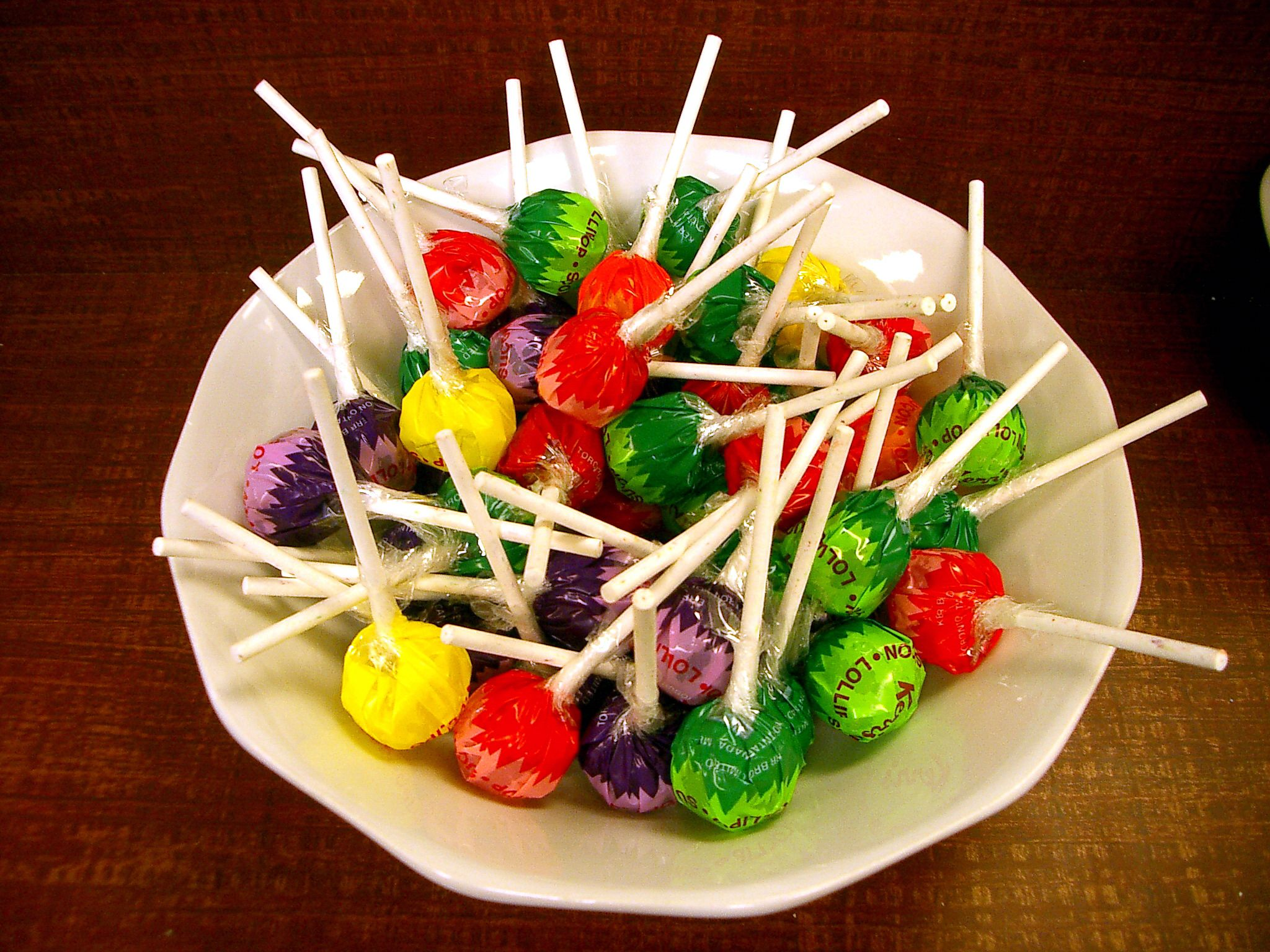
Een schaal lolly's

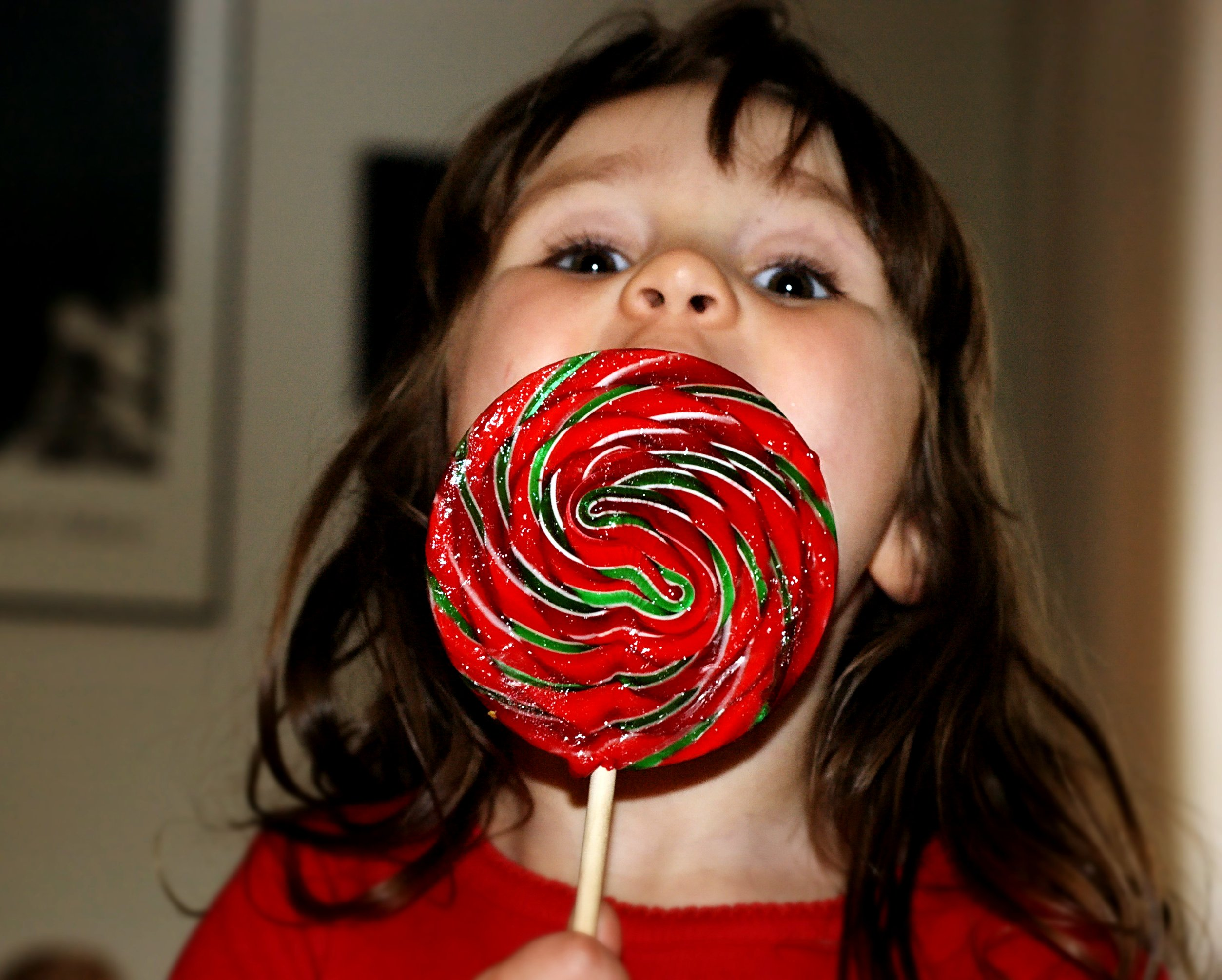
Een kind dat aan een lolly likt

Een lolly (in Vlaanderen soms ook lekstok genoemd) is een soort snoepgoed dat bestaat uit harde suiker dat aan een stokje gesmolten is met glucose.

## Kenmerken
De suiker is meestal vrolijk gekleurd en bevat tevens smaakstoffen, bijvoorbeeld een synthetische smaakstof die lijkt op aardbei, kers of sinaasappel. Soms is de suiker doorzichtig, soms troebel of geheel ondoorzichtig. Varianten van de lolly zijn de droplolly of salmiaklolly, colalolly en de kauwgomlolly. Ook bestaat de ijslolly, die is gemaakt van waterijs.

## Geschiedenis
De eerste lolly's werden gemaakt rond 1920.
Aan het begin van de eenentwintigste eeuw verschenen in de Verenigde Staten lolly’s met daarin speciaal gekweekte insecten, zoals sprinkhanen.